# 武内工業所
株式会社武内工業所（たけうちこうぎょうしょ）は、タクシーの社名表示灯製作をはじめ、各種タクシー用品、車両マーキングなどを手がける会社。特に、社名表示灯に関しては業界トップシェアを誇る。
1931年10月に設立され、東京都港区に本社を置く。日野、板橋に工場を持つが、あんどんに関しては全国的なシェアを持ち、寒冷地での社名表示灯製作・保守などのノウハウも豊富に持つ。
1954年、初代社長が、無色の防犯灯に社名を記載することを考案、社名入り防犯灯の第一人者となり、タクシーの社名表示灯において圧倒的なシェアを持つに至る。

## 概要
- 1931年10月設立
- 本社所在地　東京都港区南麻布
- 代表取締役　武内昭一

## 関連会社
- 株式会社東京カップ（優勝カップ、トロフィー等製作）
- テイズファクトリー（シンボルマーク・ロゴマークデザイン）